# گروه ۳۳ توپخانه سنندج

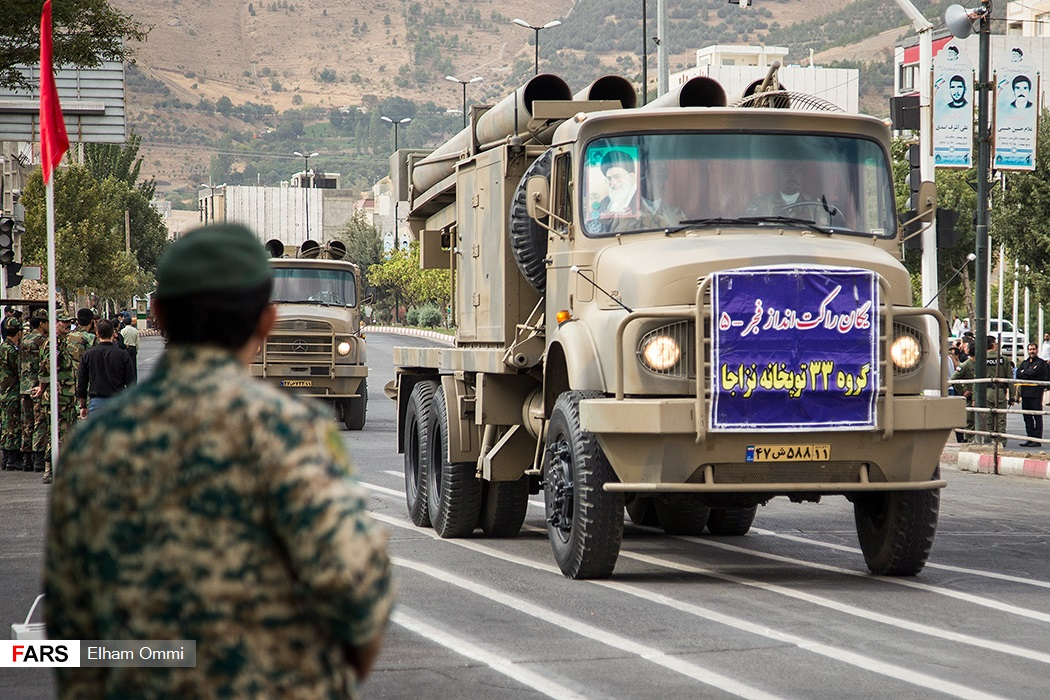
رژه گروه ۳۳ توپخانه به‌مناسبت سالگرد جنگ ایران و عراق در سال ۱۳۹۷، سنندج

گروه ۳۳ توپخانه سنندج یگان توپخانه نیروی زمینی ارتش ایران است، که ستاد فرماندهی آن در شهر سنندج، استان کردستان قرار دارد و پادگان‌های آن در ۳ استان کردستان، کرمانشاه و ایلام مستقر می‌باشد. گروه ۳۳ توپخانه در خلال جنگ ایران و عراق از یگان‌های تحت امر نیروی زمینی ارتش بود و تلفاتی معادل ۲۴۰ کشته، ۴۷ اسیر و ۸۱۴ مجروح داشت. هم‌اکنون سرهنگ داوود اطاعتی فرماندهی گروه ۳۳ توپخانه سنندج را برعهده دارد.